# Saison 8 de Magnum
Chronologie
Saison 7
Cet article présente le guide des épisodes de la huitième saison (et dernière) de la série télévisée américaine Magnum.

## Saison 8 (1987-1988)
Haut de page